# Tetrix guangxiensis
Tetrix guangxiensis är en insektsart som beskrevs av Zheng, Z. och G. Jiang 1996. Tetrix guangxiensis ingår i släktet Tetrix och familjen torngräshoppor. Inga underarter finns listade i Catalogue of Life.